# Sarir
Sarir fue un Estado cristiano de la Edad Media que existió desde el siglo V hasta comienzos del siglo XIII en el este del actual Daguestán.

## Historia
Sarir fue documentado por primera vez como una entidad política en el siglo V. El recuerdo de su fundación fue transmitida oralmente entre los ávaros caucásicos. Según una leyenda, el reino fue formado por un general persa que fue enviado para controlar el Cáucaso por un rey sasánida. Esta leyenda es asumida como cierta debido a los nombres de los reyes locales, que por lo general son de etimología persa o incluso Siria. Aunque a partir del siglo X se dice que la dinastía tenía un origen en los ávaros.
Sarir tenía frontera con los jázaros al Norte, los Nakhs (llamados Dzurdzuks por los georgianos) al Oeste y al Nor-Oeste , los georgianos y Derbent al Sur. Conforme el Estado se adhirió más y más al cristianismo los historiadores árabes de la época lo veían como un Estado dependiente del Imperio Bizantino.
La capital de Sarir fue la ciudad de Humraj, tentativamente identificado con el pueblo de hoy en día Khunzakh. El rey vivía en una remota fortaleza en la cima de una montaña.
Durante las Guerras jázaro-árabes de los siglos VII y VIII, los reyes de Sarir se aliaron con los jázaros. Tras la victoriosa campaña de Merwan ibn Muhammad en 737-739, Sarir fue presionado en someterse a la autoridad del Califa.Finalmente el rey de Sarir se rindió y tuvo que aceptar el pagar tributos y dar hombres para la guarnición árabe de Derbent hasta el siglo IX, siglo en el cual, envalentonado por el cambio en el impulso en el sur, Sarir afirmó su soberanía sobre gran parte de la región del Cáucaso, incluyendo gumik, Filan y partes de Arran.
A medida que la hegemonía del Califato se derrumbó, Sarir se encontraba continuamente en guerra con los estados sucesores del califato, como Derbent y Shirvan. En estas guerras salía victorioso y eso le permitió a Sarir manipular la política de Derbent.
Al mismo tiempo, los reyes de Sarir se apartaron de la alianza jázara e hicieron varias incursiones en las estepas jázaras. El patrón de los matrimonios entre las casas reales de Sarir y Alania (Estado de los alanos del Cáucaso) cimentó la alianza anti-jázara de los dos estados cristianos.

## Desaparición
Alarmados por la creciente supremacía cristiana en el Cáucaso, los poderes musulmanes de la región se comprometieron a la asistencia mutua contra Sarir. Su presión económica y militar, unida a la discordia interna reinante en Sarir, condujo a la desintegración del Estado en el siglo XII. Después de un siglo de predominio musulmán, el Islam emergió como la religión dominante en la región. En el siglo XIII, los ávaros caucásicos formó un nuevo estado musulmán, conocido tradicionalmente como Avaristán, aunque por su forma de gobierno es conocido como el Kanato avar.